# Eublemma compsoprepes
Eublemma compsoprepes är en fjärilsart som beskrevs av Turner 1945. Eublemma compsoprepes ingår i släktet Eublemma och familjen nattflyn. Inga underarter finns listade i Catalogue of Life.